# Chiesa di San Giacomo (Crevalcore)
La chiesa di San Giacomo  è la parrocchiale di Bevilacqua, frazione di Crevalcore nella città metropolitana di Bologna. Appartiene al vicariato di Cento dell'arcidiocesi di Bologna e risale al XV secolo. Ha subito gravi danni durante il terremoto dell'Emilia del 2012.

## Storia
Quando la giurisdizione ecclesiastica ricadeva sotto l'abbazia di Nonantola, nella seconda metà del XV secolo, venne concessa l'enfiteusi perpetua del territorio alla nobile famiglia Bevilacqua e nel documento, redatto il 14 aprile 1463, era scritto l'obbligo di edificare un nuovo luogo di culto e una canonica per il sacerdote. Il cantiere venne aperto e i lavori iniziarono. La nuova chiesa, con dedicazione a San Giacomo Apostolo, fu anche chiamata Chiesa Bianca e, a lavori ultimati, venne solennemente consacrata nel 1490.
Nel secondo decennio del XIX secolo l'edificio risultò fortemente degradato e fu necessaria la sua ricostruzione, affidata ai progetti di padre Francesco Beccari di Lendinara e dell'architetto Antonio Ungarelli. Verso la fine del secolo venne rifatta la pavimentazione della sala e nella chiesa venne costruito l'organo.
Durante il terremoto dell'Emilia del 2012 l'edificio ha subito vari danni. I lavori per la messa in sicurezza e il ripristino sono stati ultimati nel 2017. La riapertura al culto è avvenuta l'8 dicembre dello stesso anno.

## Descrizione
L'edificio si trova nel centro della frazione di Bevilacqua. Il prospetto principale ha forme neoclassiche con grandi lesene che sorreggono il frontone triangolare. Il portale di accesso è inserito in una cornice che riproduce le forme della facciata.
La navata interna è unica, suddivisa in cinque campate con cappelle laterali. Le volte sono a botte, anche sul presbiterio.